# 패트릭 맥네어
패트릭 제임스 콜먼 맥네어(영어: Patrick James Coleman McNair, 1995년 4월 27일 ~ )는 북아일랜드의 축구 선수로 현재 잉글랜드 EFL 챔피언십의 미들즈브러 FC에서 수비수 겸 미드필더로 활약 중이다.

## 수상

### 클럽
맨체스터 유나이티드
- 잉글랜드 프리미어리그 : 4위 (2014-15)

### 개인
- 미들즈브러 FC 올해의 선수 : 2020-21